# Csoda történt
A Csoda történt! a P. Mobil 2017-ben megjelent, nyolcadik stúdiólemeze. Először a Várkert Bazárban a Mini együttessel közösen tartott koncerten vehette kézbe a közönség. A lemezhez készült egy különleges, a zenekar tagjait karikatúrán ábrázoló poszter is, ezt az első vásárlók kaphatták meg. A lemez szokatlan a tekintetben, hogy csak hét szám található rajta, részben azért is, mert bakelitlemezen is kiadták, részben azért, mert a lemez második felének kiadását későbbre tervezték. Erre végül nem került sor, azonban 2024 novemberében a lemez újra kiadásra került, ezúttal új, Havancsák Gyula által tervezett lemezborítóval.
A megjelenés hetében az album a 3. helyre került a Mahasz Top 40 lemezeladási listáján.

## A lemezről
A nyitódal, a "Bonobó", a digitális világ, az online jelenlét, és a szexualitás összefüggéseit örökítette meg – a címadás során az is szempont volt, hogy a bonobó az a főemlősféle, amelynek promiszkuitása a legnagyobb. A lemez címadó dala egy balladai darab, Schuster Lóránt fiához, Jánoskához írt vallomása. A "Hógolyó" visszatekintés a szocializmus éveibe, némi aktuálpolitikai felhanggal (dalszövege "kanos úszóedzőre" utal, és épp a lemez megjelenése környékén volt hasonló eset miatt botrány). A "Mivel szeretnél?"  egy egyszerű szerelmi ballada, a "Láncos körhinta" pedig a Pink Floyd együttestől kölcsönöz egy riffet. A "Helló, hogy vagy?" a barátok, szerelmek elvesztéséről szól, dalszövegében kis homofób utalással. A lemezt záró "Ne féljetek, nem megyünk haza" szövege nem a zenekar szerzeménye, hanem Dobszay Károly költőé, aki versét a 2004. december 5-i kettős állampolgárságról szóló népszavazás eredménye feletti elkeseredésében írta.

## Dallista
| # | LP # | Cím                           | Szerző                            | Hossz |
| - | ---- | ----------------------------- | --------------------------------- | ----- |
| 1 | A1   | Bonobó                        | Szebelédi Zsolt - Schuster Lóránt | 4:25  |
| 2 | A2   | Csoda történt!                | Szebelédi Zsolt - Schuster Lóránt | 4:21  |
| 3 | A3   | Hógolyó                       | Tarnai Dániel - Schuster Lóránt   | 5:04  |
| 4 | A4   | Mivel szeretnél?              | Szebelédi Zsolt - Schuster Lóránt | 6:20  |
| 5 | B1   | Láncos körhinta               | Sárvári Vilmos - Schuster Lóránt  | 4:08  |
| 6 | B2   | Helló, hogy vagy?             | Szebelédi Zsolt - Schuster Lóránt | 4:03  |
| 7 | B3   | Ne féljetek, nem megyünk haza | Szebelédi Zsolt - Dobszay Károly  | 4:17  |

## Közreműködtek
- Baranyi László – ének
- Tarnai Dániel – basszusgitár, vokál
- Sárvári Vilmos – gitár, vokál
- Schuster Lóránt – zenekarvezető, szövegíró, vokál, próza
- Szebelédi Zsolt – dob, gitár, ének, vokál
- Szabó Péter – orgona, zongora, szintetizátor, vokál